# Gert-Jan Wassink
Gert-Jan Wassink (Varsseveld, 18 december 1985) is een Nederlandse atleet, die zich heeft toegelegd op de middellange en lange afstand.

## Loopbaan
Aan het begin van het baanseizoen 2008 werd Wassink in 8.12,36 tweede op de 3000 m tijdens de wedstrijden om de Gouden Spike in Leiden, die werd gewonnen door Michel Butter in 8.10,26. Hij kwalificeerde zich hiermee voor de Europacupwedstrijden in het Portugese Leiria. Bijzonder detail van deze wedstrijd was dat hij hierin de Belg Tom Compernolle precies 2 seconden voorbleef, die twee dagen later op zo'n tragische wijze om het leven zou komen. Met een pr-tijd van 14.18,58 veroverde hij later dat jaar vervolgens een zilveren medaille op de 5000 m tijdens de Nederlandse kampioenschappen in het Amsterdams Olympisch Stadion, waarbij hij minder dan een seconde moest toegeven op winnaar Sander Schutgens (14.17,39). Een forse verbetering van zijn prestatie op de NK van het jaar ervoor, toen hij op dit onderdeel als achtste finishte in 15.01,23.
Wassink is lid van de Doetinchemse atletiekvereniging AV Argo.

## Nederlandse kampioenschappen
Indoor
| Onderdeel | Jaar |
| --------- | ---- |
| 3000 m    | 2010 |

## Persoonlijke records
Baan
| Onderdeel | Prestatie | Datum        | Plaats    |
| --------- | --------- | ------------ | --------- |
| 800 m     | 1.57,01   | 13 juli 2007 | Apeldoorn |
| 1500 m    | 3.53,34   |              |           |
| 3000 m    | 8.05,94   | 5 mei 2012   | Lisse     |
| 5000 m    | 13.47,14  | 26 mei 2012  | Groningen |
| 10.000 m  | 29.33,85  | 13 juni 2015 | Leiden    |

Indoor
| Onderdeel | Prestatie | Datum           | Plaats    |
| --------- | --------- | --------------- | --------- |
| 3000 m    | 8.20,55   | 7 februari 2010 | Apeldoorn |

Weg
| Onderdeel      | Prestatie | Datum             | Plaats      |
| -------------- | --------- | ----------------- | ----------- |
| 10 km          | 29.27     | 30 september 2012 | Utrecht     |
| 15 km          | 44.40     | 1 december 2013   | Montferland |
| halve marathon | 1:04.04   | 22 maart 2015     | Venlo       |
| marathon       | 2:17.34   | 12 april 2015     | Rotterdam   |

## Palmares

### 1500 m
- 2005:  NK - 3.58,20

### 3000 m
- 2008:  Gouden Spike in Leiden - 8.12,36
- 2008:  Europacup in Leiria
- 2010:  NK indoor in Apeldoorn - 8.20,55
- 2011:  Harry Schulting Games in Vught - 8.27,77
- 2012:  Ter Specke Bokaal te Lisse - 8.05,94
- 2015:  Harry Schulting Games in Vught - 8.29,80

### 5000 m
- 2006:  Tartletos Loopgala in Wageningen - 14.37,65
- 2007:  Tartletos Loopgala in Wageningen - 14.33,21
- 2007: 8e NK - 15.01,23
- 2008:  NK - 14.18,58
- 2009: 12e NK in Amsterdam - 14.53,22
- 2012:  NK - 14.25,93
- 2013:  NK - 14.12,48
- 2013: 5e Tampere Games - 14.25,25
- 2015:  NK - 14.20,73

### 10.000 m
- 2015: 16e Gouden Spike - 29.33,85

### 5 km
- 2011:  Kramp Run in Varsseveld - 14.55
- 2012:  Banthumloop in Bergentheim - 14.44
- 2012:  Kramp Run in Varsseveld - 14.43
- 2013:  Kramp Run in Varsseveld - 14.27
- 2015: 4e Kramp Run in Varsseveld - 14.37
- 2016:  Kramp Run in Varsseveld - 14.40

### 10 km
- 2007:  Texel in Den Burg - 33.22
- 2008: 10e NK in Schoorl - 30.26
- 2008: 5e Gerard Tebroke Memorial in Aalten - 30.23
- 2009:  Furness Car in Dalfsen - 31.56
- 2009: 19e Parelloop - 30.53
- 2010: 10e NK in Tilburg - 30.57
- 2010:  Furness Car in Dalfsen - 31.35
- 2011:  Gerard Tebroke Memorial in Aalten - 30.50
- 2011: 13e Singelloop Utrecht - 30.38
- 2012: 4e Gerard Tebroke Memorial in Aalten - 29.55
- 2012:  NK in Utrecht - 29.27
- 2013: 4e NK in Utrecht - 29.59 (9e overall)
- 2013: 4e KSK Küsten in Otterndorf - 31.23
- 2015: 7e NK te Schoorl - 29.50
- 2015: 11e Stadsloop Appingedam - 29.35
- 2015:  Gerard Tebroke Memorial in Aalten - 30.21
- 2016: 10e Singelloop Utrecht - 29.34
- 2017:  IJsselloop Deventer - 30.51

### 15 km
- 2013: 9e Montferland Run - 44.42
- 2015: 4e Internationaler Schortenser JEVER-FUN-LAUF - 49.40
- 2018: 16e Montferland Run - 47.43
- 2022:  IJsselloop Deventer - 47.55
- 2024:  IJsselloop Deventer - 48.50

### 10 EM
- 2019: 22e Dam tot Damloop - 50.38

### 20 km
- 2015:  20 van Alphen - 1:02.03

### halve marathon
- 2008: 19e halve marathon van Egmond - 1:08.25
- 2008: 9e NK in Den Haag - 1:07.27
- 2009: 14e halve marathon van Egmond - 1:08.24
- 2009:  NK in Den Haag - 1:05.24 (17e overall)
- 2011:  halve marathon van Leeuwarden - 1:08.15
- 2016:  Leiden Marathon - 1:06.47
- 2016: 12e halve marathon van Zwolle - 1:06.07
- 2017:  Lillebælt Halvmarathon, Denemarken - 1:05.47
- 2017 15e Venloop -1:04.57
- 2018: 6e NK te Venlo - 1:05.35
- 2019: 9e NK te Venlo - 1:06.55
- 2024  halve marathon van Hengelo -1:10.44

### marathon
- 2011: 119e marathon van Amsterdam - 2:42.25
- 2015:  NK in Rotterdam - 2:17.34 (17e overall)
- 2022: 17e marathon van Enschede - 2:25.40

### overige afstanden
- 2009:  Asselronde (27,5 km) - 1:28.20
- 2013: 8e 4 Mijl van Groningen - 17.59
- 2016: 11e 4 Mijl van Groningen - 18.27
- 2022:  5 mijl van Singelloop Enschede - 24.16
- 2023:  5 mijl van Singelloop Enschede - 24.54

### veldlopen
- 2007:  Warandeloop U23 in Tilburg - 26.50
- 2009:  Warandeloop in Tilburg - 31.09
- 2009: 53e EK in Dublin - 33.37
- 2009: 4e Sylvestercross in Soest - 36.58
- 2010: 6e Warandeloop - 30.04
- 2010: 48e EK in Albufeira - 30.52
- 2011:  NK te Hellendoorn (korte afstand = 2685 m) - 8.36
- 2012: 5e NK (Warandeloop = 10 km) - 31,04
- 2012: 54e EK in Boedapest - 31.37
- 2013:  NK (Warandeloop) - 30.41
- 2013: 5e Sylvestercross (10.400 m), Soest - 35.54
- 2015: 5e Warandeloop in Tilburg - 30.32
- 2015: 21e EK in Hyères - 30.41